# Dakimakura
En dakimakura (抱き枕 bogst. omfavnelsespude) er en særlig form for pude, der er blevet udviklet i Japan. Puderne kan have forskellig form men har det til fælles, at de omfavnes af en person, når denne skal sove og altså ikke nødvendigvis bruges som hovedpude. Ikke mindst de japanske børn bruger det for tryghed.
I den vestlige verden bruges begrebet for det meste om en bestemt form af disse puder, der har form som en aflang nakkepude, og som omtrent er på størrelse med et menneske. Derudover gås ud fra, at de er forsynet med et betræk, der for det meste har påtrykt en kvindelig animefigur. I den forbindelse ses desuden ofte varianter, der har tryk på begge sider, så motivet kan byttes ved at vende betrækket om. På grund af hyppigheden af motiver i anime- og mangastil bliver puder og betræk jævnligt solgt i forbindelse med disse medier eller endda givet væk som reklame.